# Luino
Luino é uma comuna italiana da região da Lombardia, província de Varese, com cerca de 14.187 habitantes. Estende-se por uma área de 20 km², tendo uma densidade populacional de 709 hab/km². Faz fronteira com Agra, Brissago-Valtravaglia, Cannero Riviera (VB), Cannobio (VB), Cremenaga, Dumenza, Germignaga, Maccagno, Montegrino Valtravaglia.

## Demografia
| Variação demográfica do município entre 1861 e 2011                               |
|                                                                                   |
| Fonte: Istituto Nazionale di Statistica (ISTAT) - Elaboração gráfica da Wikipedia |